# Первунова (Алапаєвський міський округ)
Первуно́ва (рос. Первунова) — присілок у складі Алапаєвського міського округу (Верхня Синячиха) Свердловської області.
Населення — 186 осіб (2010, 228 у 2002).
Національний склад населення станом на 2002 рік: росіяни — 99 %.